# Beverly (New Jersey)
Beverly város az USA New Jersey államában, Burlington megyében. Lakosainak száma 2499 fő (2020. április 1.).

## Népesség
A település népességének változása:

| 2010 | 2 577 |
| 2020 | 2 499 |